# آورو لنکسترین
آورو لنکسترین (به انگلیسی: Avro Lancastrian) یک هواپیمای ساختِ کارخانهٔ آورو در کشور بریتانیا است که در سال ۱۹۴۳ ساخته شد. این هواپیما در ۱۹۴۳ میلادی نخستین پرواز خود را انجام داد.